# Ali Say
Ali Say (* 21. Juli 1993 in Izmir) ist ein türkischer Fußballspieler.

## Karriere
Say kam in Konak, einem Stadtteil der westtürkischen Stadt Izmir, auf die Welt und begann mit dem Vereinsfußball in der Nachwuchsabteilung von Aliağa Petkim GSK. Später spielte er für den Nachwuchs von Göztepe Izmir und wechselte 2010 schließlich in die Jugendabteilung von Karşıyaka SK.
Im Frühjahr 2013 wurde er bei Karşıyaka mit einem Profivertrag ausgestattet und in den Kader der Profimannschaft aufgenommen. Bis zum Saisonende absolvierte Say sechs Zweitligaspiele und erzielte dabei ein Tor.